# Marilena-Emilia Meiroșu
Marilena-Emilia Meiroșu (n. 12 octombrie 1975

) este un deputat român, ales în 2016 pe listele PSD. În mai 2018, a trecut la Partidul Pro România. În august 2020 a trecut la PNL.